# Bucorvus brailloni
Bucorvus brailloni — викопний вид птахів-носорогів (Bucerotidae) з сучасного роду кромкач (Bucorvus). Існував у середньому міоцені. Викопні рештки птаха знайдено у Марокко.